# Lost Creek (Virginia Occidental)
Lost Creek es un pueblo ubicado en el condado de Harrison en el estado estadounidense de Virginia Occidental. En el Censo de 2010 tenía una población de 496 habitantes y una densidad poblacional de 196,82 personas por km².

## Geografía
Lost Creek se encuentra ubicado en las coordenadas 39°9′46″N 80°20′54″O / 39.16278, -80.34833. Según la Oficina del Censo de los Estados Unidos, Lost Creek tiene una superficie total de 2.52 km², de la cual 2.52 km² corresponden a tierra firme y (0%) 0 km² es agua.

## Demografía
Según el censo de 2010, había 496 personas residiendo en Lost Creek. La densidad de población era de 196,82 hab./km². De los 496 habitantes, Lost Creek estaba compuesto por el 95.77% blancos, el 0.81% eran afroamericanos, el 0.4% eran amerindios, el 0% eran asiáticos, el 0% eran isleños del Pacífico, el 0.6% eran de otras razas y el 2.42% pertenecían a dos o más razas. Del total de la población el 1.81% eran hispanos o latinos de cualquier raza.